# الرجل (مجلة)
الرجل هي مجلة تصدر شهرياً باللغة العربية في السعودية، تعنى بشؤون الرجل، تهتم بكل ما يخص عالم الرجل. وتعالج أهم القضايا والأخبار بشكل دوري، سواء عبر نسختها المطبوعة أو موقعها الإلكتروني،  يقوم على تحريرها فريق متميز وكتاب لامعون وتركز على حياة الرجل في العالم العربي. تغطي أخبار الموضة، والسيارات، والأخبار الاقتصادية، وقصص نجاح أشهر رجال الأعمال والشخصيات العامة.

## التاريخ
انطلقت مجلة الرجل في لندن على يد السعودي هشام حافظ في مايو 1992. مالك المجلة هي المجموعة السعودية للأبحاث والتسويق. كما تمتلك المجموعة أيضا مجلات أخرى مثل: سيدتي والمجلة والجميلة وأوردو، بالإضافة إلى صحف مثل عرب نيوز والاقتصادية والشرق الأوسط.
تصدر مجلة الرجل شهرياً، ويقع مقرّها في جدة.
بلغ متوسط توزيع مجلة الرجل شهرياً 97,710 نسخة خلال عام 2023.

### المُحرّرون
من 1997 إلى 2004، شغل محمد فهد الحارثي منصب رئيس تحرير مجلة الرجل. ثم خدم طارق الحميد في المنصب. ثم أصبح محمد الحارثي مرة أخرى رئيس تحرير المجلة الشهرية، وذلك قبل أن يخلفه محمد نصار رئيساً للتحرير.

## الجمهور المستهدف
تستهدف المجلة بشكل أساسي الرجال الأثرياء والنخبة وذوي النفوذ والتنفيذيين في المملكة العربية السعودية والدول العربية الأخرى. يُذكر أن نفس صناع القرار الذين يقرأون جريدة «الشرق الأوسط» اليومية يقرؤون مجلة «الرجل» لتشكيل اهتماماتهم في أسلوب حياتهم.

## المحتوى
كثيراً ما تُقدّم مجلة الرجل مقالات تناسب الرجال العرب الأثرياء الذين يتمتعون بالسلطة والاهتمام بجميع جوانب الثروة. ويغطي أنماط الحياة وقصص النجاح لشخصيات مشهورة من الرجال، وخاصة رجال الأعمال. لذلك، تتناول المقالات مجموعة من الموضوعات من ميزات اليخوت والسيارات الفاخرة إلى فرص الاستثمار وقضايا الخدمات المصرفية الخاصة.
وتجسد الرجل كل ما يهم الرجل التنفيذي المسؤول وكل ما يحتاج لمعرفته في مجال الموضة والأعمال.
وتُنير تغطيات مجلة الرجل طريق الرجل الأنيق بالمعرفة حول أخر إصدارات العلامات التجارية الفاخرة وأحدث إمكانات التكنولوجيا والساعات التي تضبط مواعيده ووسائل تنقلاته سواء كانت سيارة أو طائرة أو حتى يخت؛ ونصائح عن علاقاته ويومه. مجلة الرجل بمثابة دليل لكل رجل عصري، أيا كانت أسلوب الحداثة التي يتبعها.
في أبريل 2019، عرضت المجلة عمران خان، رئيس وزراء باكستان.